# Erdős–Ko–Rado-tétel
Az Erdős–Ko–Rado-tétel a kombinatorika egyik fontos tétele, amely az ún. metszőrendszerekről szól. Erdős Pál, Ko Csao és Richard Rado 1938-ban találta, de csak 1961-ben publikálta.

## A tétel állítása
Ha V egy n elemű halmaz, és k < n/2 egész, akkor a V feletti {\displaystyle {\mathcal {F}}=\{C_{1},C_{2},\dots ,C_{m}\}} k-uniform metsző halmazrendszerre (azaz olyan halmazrendszerre, melyben {\displaystyle \forall i,j\in [1,m],\;i\neq j:C_{i}\cap C_{j}\neq \emptyset ,|C_{i}|=k}): 
{\displaystyle |{\mathcal {F}}|=m\leq {\binom {n-1}{k-1}}}
Egyenlőség felállhat, például, ha rögzített {\displaystyle v\in V} elemet beveszünk {\displaystyle {\mathcal {F}}} minden halmazába, majd a maradék k-1 elemet {\displaystyle V\setminus \{v\}}-ből választva valóban alkothatunk {\displaystyle {\binom {n-1}{k-1}}} számosságú, a feltételeknek megfelelő halmazrendszert.

## Bizonyítás[1]
A bizonyítás Katona Gyulától, 1972-ből származik. A házigazda n-1 vendége egy körasztalnál foglal helyet a vacsorához. Az n fős csoportban vannak baráti társaságok, melyeknek mind-mind k tagja van, illetve bármely két társaságnak van közös tagja. Ezek a társaságok alkotják a csoport n számosságú halmaza felett a k-uniform metsző {\displaystyle {\mathcal {F}}} halmazrendszert.
A házigazda fix helyen ül, így összesen {\displaystyle (n-1)!} féleképpen ültethető le a csoport összes tagja. Bármely ilyen ültetésben egyes társaságok egymás mellé kerülnek, ívet alkotnak, míg mások nem. Először lássuk be, hogy legfeljebb k társaság alkothat ívet!
Az asztalon két szomszédos hely között 1-1 pohár van. Belátjuk, hogy minden pohárnál legfeljebb egy társaság íve kezdődhet, ugyanis ha egy irányba kezdődnének (pl. balra), akkor {\displaystyle {\mathcal {F}}} uniformitása miatt a két társaság megegyezne, ha pedig két irányba, balra és jobbra is kezdődne egy-egy társaság íve, akkor {\displaystyle k<n/2} miatt a két társaságnak nem lenne közös tagja, amely ellentmond a feltételünknek.
Tehát, hogyha {\displaystyle C_{i}} társaság ívet alkot, mivel mindegyik másik társasággal van közös tagja, ezért bármely másik ívet alkotó társaságnak {\displaystyle C_{i}} k tagja közötti k-1 pohár valamelyikétől kell kezdődnie, így {\displaystyle C_{i}}-n kívül valóban legfeljebb k-1 társaság alkothat ívet.
Ülésrend összesen {\displaystyle (n-1)!} van, így eddig {\displaystyle k(n-1)!} társaságot számoltunk, azonban mindegyiket {\displaystyle k!(n-k)!}-szor, ugyanis ennyiféle ülésrendnél alkot ívet egy adott társaság. Tehát:
{\displaystyle |{\mathcal {F}}|=m\leq {\frac {k(n-1)!}{k!(n-k)!}}={\frac {(n-1)!}{(k-1)!(n-k)!}}={\binom {n-1}{k-1}}.\;\square }